# Жучок, Виктор Сергеевич
Виктор Сергеевич Жучок (2 апреля 1946 — 16 мая 1998) — советский хоккеист.

## Биография
Родился 2 апреля 1946 года.
В возрасте четырнадцати лет был принят в ДЮСШ Сибири в Новосибирске и с 1960 года началась его хоккейная карьера в качестве игрока. С 1964 по 1968 гг. играл в командах «Сибирь» и СКА (обе — в Новосибирске).
Осенью 1968 года переехал в МО и поселился в Воскресенске, и тогда же дебютировал в ХК Химик (Воскресенск). В 1970 году стал третьим призёром чемпионата СССР. Провёл 310 матчей и забил 110 шайб в ворота, что соответствует рекорду (лишь десяткам хоккеистов удалось забить свыше ста шайб в ворота). В период с 1970 по 1971 год был признан одним из самых лучших хоккеистов СССР. В 1972 году являлся финалистом Кубка СССР. Вошёл в состав сборной СССР.
Являлся одним из самых результативных игроков за всю историю отечественного хоккея с шайбой. Развивал высокую скорость, энергию и повышал свою мобильность, в результате чего из-за очень сильных ударов по воротам, практически всегда шайбы залетали точно в цель. Являлся крайним нападающим, неплохо также ориентировался и в защите.
Скоропостижно скончался 16 мая 1998 года. Похоронен на кладбище села Константиново.